# Chaerephon gallagheri
Chaerephon gallagheri es una especie de murciélago de la familia Molossidae.

## Distribución geográfica
Se encuentra en República Democrática del Congo.